# Dune 2000
Dune 2000 — відеогра, стратегія в реальному часі, створена компанією Westwood Studios в 1998 році. Гра спочатку розроблялася для Microsoft Windows (реліз відбувся 31 серпня 1998 року) і пізніше була перенесена на PlayStation (реліз відбувся 31 жовтня 1999 року). У грі присутні відеозаставки перед початком місії з живими акторами. Ця гра є продовженням Dune II та виконана на ігровому рушієві, подібному до рушія Command & Conquer: Red Alert від Westwood. Дія гри розгортається на планеті Арракіс, де ворогують три протиборчих Доми: Атрідів, Харконненів і Ордосів.

## Ігровий процес

### Основи
Гравець керує одним з трьох Великих Домів галактичної імперії, котрому належить боротися за контроль над «прянощами» на планеті Арракіс, також відомій як Дюна. Гравець збирає прянощі для отримання «соляріїв», валюти, що використовується для виробництва бойових одиниць.
Як і в більшості стратегій реального часу, карта території спочатку покрита туманом війни, за винятком територій, на яких знаходяться бойові одиниці гравця. Оскільки одиниці рухаються по карті, темрява поступово зникає.
Аналогічно до Dune II, гравець може будувати бетонні плити перед установкою будівель, які захищають їх від руйнування в умовах ерозії пустелі. Споруди у всіх Домів функціонально однакові — відрізняються тільки зовнішнім дизайном.
Хоча більшість бойових одиниць у всіх Домів ідентичні, у кожного Дому є свій набір спеціальних юнітів: Звуковий танк Атрідів, «Девіатор» Ордосів і надважкий танк «Спустошувач» Харконненів; крім того, є особлива зброя, доступна при будівництві Палацу: десантування фременів у Атрейдесів, призов диверсантів у Ордосів, балістична ракета з ядерною боєголовкою «Рука Смерті» у Харконненів і елітні солдати Сардаукари у Імператора. Також розрізняються за зовнішнім виглядом і бойовими характеристиками основні бойові танки: у Ордосів вони найшвидші але і найменш захищені, у Харконненів найповільніші, але і найбільш броньовані, танки Атрідів представляють собою розумний компроміс між швидкістю і захищеністю. Атріди можуть будувати додатковий унікальний юніт — орнітоптерів, а Ордоси можуть конструювати розвідувальні трицикли. Як і в багатьох інших іграх Westwood, гравець може отримати доступ до спеціальних бойових одиниць супротивників, захопивши ворожу будівлю і почавши їх виробництво.

### Мультиплеєр
Оригінальний сервер Westwood Studios дозволяв запускати гру в режимі мультиплеєра, починаючи з 1998 року. У 2003 році компанія була закрита, тому сервер так само довелося закрити. У тому ж році онлайн-сервер перейшов до компанії Xwis. Пропрацювавши під їх керівництвом деякий час, в сервері стався збій, і з тих пір, режим мультиплеєра в Dune 2000 став недоступний.
Починаючи з 2015 року, грати в Dune 2000 по мережі можна через Cncnet. Цей клієнт дозволяє грати в режимі до 6 осіб, тоді як в оригінальній версії — мультиплеєр підтримував гру з максимум 4-ма людьми. Клієнт підтримує автоматичні оновлення, і його можна завантажити з пакетом Grundmod.

## Сюжет
Імператор Фредерік Корріно IV видав указ, згідно з яким Дім, який зможе видобути найбільше прянощів, буде управляти їхнім джерелом — планетою Дюною, без будь-яких обмежень щодо того, як це буде досягнуто.
Як і в Dune II, існує три головних ігрових фракції — Дім Атрідів, Дім Харконненів і Дім Ордосів. Є також чотири неігрових фракції: Дім Корріно, фремени, найманці і контрабандисти.
- Дім Атрідів — родом з водної планети Каладан. Атріди лояльні своєму герцогу і слідують його дорученням. Герцог також може укласти союз із фременами, воїнами пустель Дюни. У військовому плані Атріди найбільш збалансовані. Колір синій.
- Дім Харконненів — родом з планети Г'єді Прайм, керований бароном. Харконнени — головні противники роду Атрідів. У військовій справі Харконнени покладаються на військову міць своїх військ. Колір червоний.
- Дім Ордосів — родом з холодної, вкритій кригою планети Сигма Драконіс IV. Багатство Ордосів, зроблене на торгівлі, зробило їх параноїками. На відміну від інших двох Домів, Дім Ордосів не згадано в жодному з романів Дюни; проте Ордоси згадані в неканонічній «Енциклопедії Дюни». Ордоси покладаються на раптовість і маневреність у військовій справі. Колір зелений.
- Дім Корріно — війська Імператора Фредеріка Корріно IV на Дюні. Аналогічні військам Харконненів, за винятком танка «Спустошувач» і Палацу Харконненів, які недоступні їм для будівництва. Палац Імператора дозволяє створювати елітну імперську піхоту — сардукарів. У кампанії війська Імператора завжди протистоять гравцеві, незалежно від обраної ним фракції. Колір фіолетовий.
- Найманці — про них в грі немає практично ніякої інформації. Ймовірно, вони готові боротися за будь-яку зі сторін за гроші (втім, бувають і винятки). Війська найманців повністю аналогічні військам Ордосів; проте, найманці не можуть будувати Девіатора. Натомість їм доступний палац Ордосів. У кампанії Ордосів найманці надають допомогу гравцеві в останніх трьох місіях (але розривають союз, якщо зазнають великих втрат); також, в передостанній місії кампанії Харконненів найманців можна змусити битися на боці гравця, захопивши їхній завод важкої техніки. У кампанії Атрідів найманці, ворожі гравцеві, з'являються в п'ятій і в одному з варіантів шостої місії. Колір жовтий.
- Контрабандисти ймовірно, займаються видобутком прянощів і нелегальними поставками військової техніки. У військовому плані цілком аналогічні найманцям (не можуть будувати Девіатора, але їм доступний палац Ордосів). У більшості місій кампанії нейтральні, займаються тільки видобутком прянощів. Однак, в четвертій місії за Ордосів і в шостій за Атрідів, у контрабандистів, що протистоять гравцеві, є повнофункціональні бази військового призначення. Колір коричневий.
- Фремени — корінні жителі Дюни, воїни пустелі. У кампанії представлені здебільшого особливими піхотними підрозділами — фременами, аналогічними в палаці Атрідів, але позбавленими невидимості, і січами — притулками фременів в горах Дюни. У військовому плані аналогічні Атрідам. Їхня унікальність полягає в тому, що це єдиний малий Дім, який має спеціальну зброю — літак «орнітоптер». Їм так само доступний Звуковий танк Атрідів, але вони не можуть будувати палац Атрідів. Аналогічно Дому Корріно, у них є імперський палац, що дозволяє наймати сардаукарів. Позначаються сірим кольором. У грі на боці гравця виступають один раз — в четвертій місії за Атрідів, а в четвертій місії за Харконненів протистоять гравцеві.

### Персонажі
- Леді Елара (Lady Elara) — наложниця Падишаха-Імператора, представниця жіночого ордена Бене Ґессерит. Згідно з сюжетом, саме вона допомогла персонажу гравця прибути на Дюну потай від Імператора. Причиною стало пророцтво Ордена, згідно з яким гравець повинен був очолити величезну армію, щоб принести мир на Арракіс. У кампаніях іноді допомагає гравцеві, повідомляючи цінні відомості. Актриса — Мусетта Вандер.
- Норі Монео (Noree Moneo) — ментат Дому Атрідів і суворий, але справедливий воєначальник. Досвідчений тактик, він ретельно планує все військові операції Дому, намагаючись мінімізувати втрати серед своїх військ. Всіма силами сприяв об'єднанню Атрідів із фременами. Актор — Джон Ріс-Девіс.
- Едрік О (Edric O) — досить зневажливо ставиться до персонажа гравця, при плануванні операцій завжди виходить в першу чергу з фінансових вигод Дому Ордосів. Актор — Річард Маркус.
- Хейт де Вріз (Hayt de Vries) — ментат Дому Харконненів. Жорстокий, розумний і розважливий. Будь-які проблеми Дому Харконненів на Дюні воліє вирішувати силою. Разом з тим, грамотний тактик: вміє вибрати потрібний момент для атаки ворога, коли той найменш до цього готовий. Не гребує особисто брати участь в тортурах полонених, щоб дізнатися потрібну інформацію. Актор — Роберт Карін.
- Карі (Cari) — дівчина-фременка. В кампанії Атрідів була захоплена Харконненами разом з іншими фременами свого загону, а пізніше — врятована Атрідами. Спочатку ставилася до Атрідів з недовірою, але після того, як війська Будинки допомогли фременам в декількох місіях, приєдналася до них. У кампанії Харконненів вона також була захоплена в операції зі знищення сховків фременів, і потім віддана Хейтом самому барону Харконненів на розтерзання. Актриса — Ненсі Вален.
- Фредерік IV (Frederick IV) — Падишах-Імператор. Саме він видав указ, який поклав початок війні між трьома Домами за контроль над Арракісом. Однак, пізніше з'ясовується, що в цій війні він переслідує власні інтереси. У всіх трьох кампаніях в кінці був убитий. Актор — Адріан Спаркс.

## Саундтрек
Музичний супровід було написано постійним композитором студії Френком Клепакі. Частина композицій є оновленими і переписаними композиціями з Dune II. Оглядач з Gamespot зазначив саундтрек однією з сильних сторін гри.
Автор музики Френк Клепакі. 
| Dune 2000: Long Live The Fighters! | Dune 2000: Long Live The Fighters! | Dune 2000: Long Live The Fighters! |
| #                                  | Назва                              | Тривалість                         |
| ---------------------------------- | ---------------------------------- | ---------------------------------- |
| 1.                                 | «Harkonnen Battle»                 | 4:21                               |
| 2.                                 | «The Ambush»                       | 4:16                               |
| 3.                                 | «The Atreides Gain»                | 4:18                               |
| 4.                                 | «Attack on Arrakis»                | 4:06                               |
| 5.                                 | «Enter the Ordos»                  | 5:15                               |
| 6.                                 | «Fight For Power»                  | 5:55                               |
| 7.                                 | «The Fremen»                       | 4:33                               |
| 8.                                 | «Land of Sand»                     | 5:07                               |
| 9.                                 | «Plotting»                         | 4:34                               |
| 10.                                | «Rise of Harkonnen»                | 4:39                               |
| 11.                                | «Robotix»                          | 4:13                               |
| 12.                                | «Spice Scouting»                   | 5:14                               |
| 13.                                | «Under Construction»               | 4:34                               |
| 14.                                | «The Waiting Game»                 | 4:16                               |

## Критика
Обидві версії, для Windows і PlayStation, були прийняті критиками прохолодно — рейтинг обох версій, за даними GameRankings, знаходяться в районі 60 %. GameSpot критикував гру за застарілий геймплей і проблеми в балансі сторін.